# Правосуб'єктність
Правосуб'єктність — це передбачена нормами права здатність виступати учасником правовідносин. Це складна юридична властивість, яка складається з правоздатності, дієздатності і деліктоздатності разом узятих. Правосуб'єктність — об'єднувальна категорія. Це поняття відображає ті ситуації, коли правоздатність і дієздатність нероздільні у часі, органічно об'єднані. 

## Правоздатність
Правоздатність — це визнана державою загальна (абстрактна) можливість мати передбачені законом суб'єктивні права і юридичні обов'язки, здатність бути їх носієм. Це не є фактична здатність реалізовувати права і обов'язки на практиці, це — принципова потенційна здатність суб'єкта мати їх (в цей момент або в майбутньому).
Правоздатність притаманна усім суб'єктам права, хоча вони не повинні обов'язково мати і реалізувати усі надані їм права. Правоздатність — це категорія, однакова для всіх її учасників, хоча кількість прав і обов'язків в окремих суб'єктів може бути різною.
У сучасному цивілізованому суспільстві немає і не може бути людей, які не наділені загальною правоздатністю. Це дуже важлива передумова і невід'ємний елемент політико-юридичного і соціального статусу особи. Правоздатність — не природна, а суспільно-правова якість суб'єктів, яка носить абсолютний характер. Обов'язок кожної держави — повним чином гарантувати і захищати цю якість. Головне у правоздатності — не права, а принципова можливість чи спроможність їх мати. А це дуже важливо через те, що в історії, як нам відомо, далеко не всі й не завжди наділялись такою можливістю (наприклад, раби) чи наділялись лише частково (кріпаки). І це офіційно — «відповідно до закону».
Власне, правоздатність сама по собі ніякого реального блага не дає. Це тільки «право на право», тобто право мати право, а вже останнє відкриває шлях до володіння тим чи іншим благом, здійснення відповідних дій, висування домагань. Не можна на підставі лише однієї правоздатності що-небудь вимагати, крім домагання рівноправності членів суспільства. Правоздатність існує там, де є правове регулювання, правове поле. Ця якість не змінюється, її не можна зробити ані більшою, ані меншою.

### Відмінність правоздатності відсуб'єктивного права
Відмінність правоздатності від суб'єктивного права полягає в тому, що вона:
1. Не відокремлена від особи, неможливо відібрати її від людини, обмежити її.
2. Не залежить від статі, віку, професії, національності, місця проживання, майнового стану та інших життєвих обставин.
3. Не передається, її не можна делегувати іншим.
4. Стосовно суб'єктивного права первинна.
5. Абстрактна, а суб'єктивне право конкретне.[2]

### Види правоздатності
У правовій теорії і на практиці розрізняють три основні види правоздатності:
- Загальна правоздатність — це здатність будь-якої особи чи організації бути суб'єктом права як такого. Вона визнається державою за фізичними особами з моменту їхнього народження, а для юридичних осіб — з моменту їхньої офіційної реєстрації.
- Галузева правоздатність означає юридичну здатність особи чи організації бути суб'єктом тієї чи іншої галузі права. У кожній галузі права строки її настання можуть бути неоднаковими.
- Спеціальна правоздатність — здатність бути учасником правовідносин, що виникають у зв'язку із зайняттям певних посад (президент,суддя, член парламенту) чи приналежності особи до певної категорії суб'єктів права (робітники ряду транспортних засобів, правоохоронних органів та ін.). Виникнення спеціальної правоздатності завжди потребує виконання особливих умов.

### Правоздатність у цивільному праві
Цивільна правоздатність — це визнана об'єктивним правом здатність фізичної або юридичної особи мати цивільні права та обов'язки.
Правоздатність фізичної особи виникає з моменту народження та припиняється зі смертю. Вона гарантована державою і випливає з міжнародних пактів про права людини, принципу гуманізму, формальної рівності, справедливості. Правоздатність юридичної особи виникає з моменту її створення і припиняється з дня внесення до єдиного державного реєстру запису про припинення.
Обсяг цивільної правоздатності фізичної особи встановлений ст. 26 Цивільного Кодексу(далі ЦК) України. Усі фізичні особи є рівними у здатності мати цивільні права та обов'язки. Фізична особа має усі особисті немайнові і майнові права, встановлені Конституцією України та ЦК України, а також інші цивільні права, що не встановлені Конституцією України, ЦК України, іншим законом, якщо вони не суперечать закону та моральним засадам суспільства.
Таким чином, обсяг цивільної правоздатності — це сукупність можливостей набувати та реалізовувати цивільні права та обов'язки, що може мати особа відповідно до законодавства України.
Для правоздатності фізичних осіб в Україні характерна юридична рівність. Зміст правоздатності громадян не залежить від раси, кольору шкіри, статі, етнічного і соціального походження, майнового стану, місця проживання або інших ознак (ст. 24 Конституції України). Іноземці та особи без громадянства володіють рівною із громадянами України правоздатністю. Рівність правоздатності не виключає різного обсягу суб'єктивних прав, що належать окремим особам.
Обсяг цивільної правоздатності юридичної особи встановлений ст. 91 ЦК України, відповідно до якої юридична особа здатна мати такі ж цивільні права та обов'язки, як і фізична особа, крім тих, які за своєю природою можуть належати лише людині. Наприклад, тільки людині може належати право на вільний вибір місця проживання. Отже, ЦК України встановлена універсальна правоздатність не тільки для фізичних, а й для юридичних осіб.

## Дієздатність
Дієздатність — здатність особи своїми власними діями набувати права і обов'язки, самостійно реалізовувати їх. Дієздатність передбачає здатність розпоряджатись правами та виконувати обов'язки. Іншими словами, це можливість реалізовувати правоздатність. Наявність дієздатності свідчить про те, що суб'єкт здатний чинити дії, які породжують юридичні наслідки.
Дієздатність беруть до уваги саму по собі далеко не завжди. Загальна правосуб'єктність, а також правосуб'єктність у ряді галузей права існує як єдина праводієздатність, яка одночасно охоплює два моменти:
- можливість мати права і обов'язки;
- можливість їх самостійної реалізації.

Такий характер мають, за деякими винятками, трудова, шлюбно-сімейна правосуб'єктності. В деяких же інших галузях права (насамперед в цивільному праві) правосуб'єктність фізичних осіб ніби роз'єднується, включаючи відносно виокремлені структурні елементи: правоздатність і дієздатність. Це пояснюється природою цивільних і деяких інших майнових суб'єктивних прав. Процес реалізації майнових прав не має настільки тісного безпосереднього зв'язку з носієм права, як це властиво іншим видам суб'єктивних прав(політичним, шлюбно-сімейним і т. д.)
Але в цивільному праві правоздатність ніби прагне з'єднатися з дієздатністю для ліквідації розриву. Ось чому недієздатність дітей і душевнохворих доповнюється у цивільному праві за допомогою дієздатності інших осіб — опікунів, піклувальників чи батьків.

### Зміст дієздатності
Змістом дієздатності є здатність:
- своїми діями набувати права і обов'язки;
- самостійно здійснювати свої права і обов'язки.

Дієздатність залежить від віку і психологічного стану особи, в той час як правоздатність не залежить від вказаних обставин. Причому в різних галузях права цей вік різний. Щодо дієздатності юридичної особи, то остання набуває прав і обов'язків та здійснює їх через свої органи, які діють відповідно до установчих документів і закону.

### Рівні цивільної дієздатності
Цивільна дієздатність — це здатність фізичних осіб своїми діями набувати для себе цивільні права і самостійно їх здійснювати, а також здатність своїми діями створювати для себе цивільні обов'язки, самостійно їх виконувати та нести відповідальність у разі їх невиконання. Обсяг дієздатності фізичних осіб може різнитися. Так, чинне цивільне законодавство за обсягом дієздатності розрізняє такі її рівні:
1. Дієздатними у повному обсязі визнаються особа, що досягла 18-ти років; особа, що досягла 16 років і працює за трудовим договором; особа, що не досягли повноліття, але зареєстрована у шлюбі; особа, яка записана матір'ю або батьком дитини;особа, яка досягла шістнадцяти років і бажає займатися підприємницькою діяльністю за згодою на це батьків, піклувальника або органу опіки та піклування. Це означає, що така особа може самостійно здійснювати всі свої права й обов'язки: укладати угоди, нести відповідальність за свої дії тощо.
2. Часткова дієздатність встановлюється для малолітніх осіб (що не досягли 14 років).
3. Неповна дієздатність встановлюється для фізичних осіб віком від 14 до 18 років (неповнолітніх осіб)
4. Обмежено дієздатними визнаються особи лише за рішенням суду, якщо особа страждає на психічний розлад, що істотно позначається на її здатності усвідомлювати значення своїх дій та(або) керувати ними. Також, згідно з нормами цивільного права особа, яка зловживає спиртними напоями або наркотичними засобами, чим ставить себе і свою сім'ю у тяжке матеріальне становище, може бути, за клопотанням членів сім'ї, обмежена рішенням суду у дієздатності. Над такою особою встановлюється піклування, і всі угоди з приводу свого майна вона може укладати лише за згодою піклувальника. Якщо ж така особа припинить зловживання спиртними напоями або наркотичними засобами, то за клопотанням членів сім'ї вона може бути відновлена судом у дієздатності.
5. Недієздатною може бути визнана судом особа, яка внаслідок душевної хвороби або недоумства не розуміє характеру або значення своїх дій або не може керувати ними. Над нею встановлюється опіка і всі угоди з приводу її майна від її імені та в її інтересах укладає опікун. Якщо ж така особа видужає, то вона може бути відновлена судом у дієздатності.

Цивільна дієздатність фізичних осіб припиняється зі смертю.

## Деліктоздатність
Деліктоздатність — це здатність суб'єкта права нести юридичну відповідальність за свої протиправні вчинки. У відношені до більшості суб'єктів права немає необхідності спеціально виділяти деліктоздатність. Якщо особа володіє правосуб'єктністю, то вона тим самим володіє і деліктоздатністю. Тут деліктоздатність являє собою, по суті, одну із сторін дієздатності, яка виражає можливість самостійно виконання юридичних обов'язків. Проте в деяких випадках виникає необхідність виокремлення деліктоздатності. В цивільному праві особи віком від 15 до 18 років деліктоздатні(хоча вони ще не мають повної дієздатність). Категорія деліктоздатності має самостійне значення в кримінальному праві. Передумовою деліктоздатності є осудність, тобто здатність у момент вчинення суспільно-небезпечного діяння усвідомлювати свої дії і керувати ними.

## Особливості правосуб'єктностіюридичних осіб
Правосуб'єктність юридичних осіб  — це правоздатність і дієздатність державних і недержавних організацій: державних органів, державних підприємств і установ,громадських об'єднань, господарських товариств (корпорацій), комерційних організацій, підприємств, релігійних організацій та ін.
У державних і громадських органів та організацій — суб'єктів права, як правило, немає розриву між правоздатністю і дієздатністю. Правоздатність і дієздатність у них виникають, здійснюються і припиняються одночасно.
Правосуб'єктність юридичних осіб може бути загальною та  спеціальною . Загальна правосуб'єктність передбачає можливість наявності певних прав та обов'язків, сумісних з сутністю суб'єкта. Спеціальна — означає наявність у суб'єкта прав та обов'язків згідно з цілями, зазначеними у статуті, договорі, нормативно-правовому акті. Цим видом правосуб'єктності володіють юридичні особи, що, як правило, не здійснюють господарської діяльності, особливо державні органи та органи місцевого самоврядування або ж діяльність яких ліцензується. Вона визначається цілями і завданнями їх діяльності, які зафіксовані у відповідних статутах і положеннях, виникає в момент утворення тієї чи іншої організації і припиняється разом з її ліквідацією.
Правосуб'єктність юридичної особи може бути обмежена лише за рішенням суду. Припиняється правоздатність і дієздатність юридичних осіб одночасно — з моменту припинення юридичної особи. Способами припинення юридичної особи може бути її юридична ліквідація або реорганізація (поділ, злиття або приєднання).

### Корпоративна правосуб'єктність
Корпоративна правосуб'єктність (англ. Corporate personhood) — це американська правова концепція, що корпорація, як група людей, може бути визнана як суб'єкт, що має деякі з тих же юридичних прав і обов'язків, що і приватні особи. Наприклад, корпорації можуть укладати угоди з іншими сторонами і виступати позивачем або відповідачем в суді таким же чином, як і фізичні особи або корпоративні об'єднання осіб. Доктрина не вважає, що корпорація — це люди із плоті і крові, якщо її розглядати окремо від її акціонерів, керівників і менеджерів, а також не вважає корпорацію носієм усіх прав громадян.
Згідно з Trustees of Dartmouth College v. Woodward — 17 U.S. 518 (1819), Верховний Суд США визнав, що корпорації мають ті ж права, що і фізичні особи, укладати та виконувати контракти. У Santa Clara County v. Southern Pacific Railroad — 118 U.S. 394 (1886), репортер суду Банкрофт Девіс занотував, що голова суду Морісон Вейт почав дебати зі слів, що суд не бажає чути аргументи щодо питання, чи положення статті 14 Конституції, яка забороняє уряду відмовляти будь-якій особі в однаковому правовому захисті в межах своєї юрисдикції, поширюються на ці корпорації; ми всі приходимо до думки, що це так, зазначив суддя. І хоча це рішення насправді і не є думкою суду, і таким чином не є прецедентом, за 2 роки по тому у Pembina Consolidated Silver Mining Co. v. Pennsylvania — 125 U.S. 181 (1888) суд ясно підтвердив цю доктрину. Після того ця доктрина підтверджувалася судом багато разів.

### Корпорації як суб'єкти в США
Розтлумачивши термін «особа» у 14й поправці, американські суди поширили конституційний захист на корпорації. Опоненти корпоративної правосуб'єктності намагаються внести в конституцію США поправку, яка обмежить ці права до того обсягу, що надають право і конституції штатів.
Обґрунтуванням поширення на корпорації гарантій Конституції США є те, що вони виступають як організації людей, а люди не можуть бути обмежені в своїх конституційних правах, якщо вони діють колективно. У цьому разі визнання корпорацій «особами» є конвенційною правової фікцією, яка дозволяє корпораціям бути позивачами та відповідачами у суді, забезпечує їм як окремим організаціям більш простий спосіб оподаткування та регулювання, спрощує складні відносини, які в такому разі мають місце, особливо у випадку з великими корпораціями, що об'єднують тисячі людей, а також дозволяє захистити особисті права акціонерів, так само, як і право на асоціацію.
Загалом корпорації не можуть вимагати конституційного захисту, який би не був передбачений для людей, об'єднаних в групи. Наприклад, Верховний суд не визнає поширення на корпорації передбаченого 5ю поправкою права на свободу від самовикриття, відтак це право поширюється лише на фізичних осіб. Підтвердженням цьому є United States v. Sourapas and Crest Beverage Company.
Відтоді як у 2010 р. рішенням Верховного Суду у Citizens United v. Federal Election Commission були підтверджені права корпорацій на фінансування політичних кампаній за 1ю поправкою, мало місце кілька ініціатив щодо внесення поправок до Конституції з метою скасувати правосуб'єктність корпорації. Це при тому, що думка більшості суддів у цьому рішенні не містила посилань на правосуб'єктність корпорацій або на 14ту поправку.